# چارچینگ بول
چارچینگ بول یا گاو پولساز که ملقب به «گاو وال‌استریتی» و «گاو باولینگ گرین» هم هست، در منطقه اقتصادی منهتن/نیویورک که «باولینگ گرین» نام دارد مستقر است. این مجسمه، ساخته «آرتورو دی مودیکا» مجسمه‌ساز ایتالیایی است که همتای آن را پیشتر ساخته و در ویتوریای سیسیل ایتالیا نصب کرده بود.
این مجمسه برنزی ۳۲۰۰ کیلوگرمی که ۳ متر و ۴۰ سانت ارتفاع و ۴ متر و ۹۰ سانت طول دارد.
مجسمه گاو وال استریت در سال ۱۹۸۹ نصب شد. این اثر نمادی از نیرو و قدرت مردم آمریکا در واکنش به بحران مالی سال ۱۹۸۷ بود. به ادعای امریکایی‌ها، سمبل خوش‌بینی اقتصادی و شکوفایی است. سر آن که به طرف پایین قرار دارد به معنی آمادگی او جهت پول‌سازی برای دیگران است.